# Грін-Веллі (округ Марафон, Вісконсин)
Грін-Веллі (англ. Green Valley) — місто (англ. town) в США, в окрузі Марафон штату Вісконсин. Населення — 515 осіб (2020).

## Демографія
Згідно з переписом 2010 року, у місті мешкала 541 особа в 218 домогосподарствах у складі 166 родин. Було 315 помешкань
Расовий склад населення:
| - 98,3 % — білих - 0,2 % — корінних американців - 0,2 % — чорних або афроамериканців - 0,2 % — азіатів |

До двох чи більше рас належало 0,4 %. Частка іспаномовних становила 1,8 % від усіх жителів.
За віковим діапазоном населення розподілялося таким чином: 21,3 % — особи молодші 18 років, 60,8 % — особи у віці 18—64 років, 17,9 % — особи у віці 65 років та старші. Медіана віку мешканця становила 48,0 року. На 100 осіб жіночої статі у місті припадало 101,1 чоловіків;  на 100 жінок у віці від 18 років та старших — 107,8 чоловіків також старших 18 років.
Середній дохід на одне домашнє господарство  становив 75 985 доларів США (медіана — 64 375), а середній дохід на одну сім'ю — 89 005 доларів (медіана — 78 000). Медіана доходів становила 50 000 доларів для чоловіків та 31 176 доларів для жінок. За межею бідності перебувало 2,2 % осіб, у тому числі 0,0 % дітей у віці до 18 років та 0,0 % осіб у віці 65 років та старших.
Цивільне працевлаштоване населення становило 260 осіб. Основні галузі зайнятості: освіта, охорона здоров'я та соціальна допомога — 31,9 %, виробництво — 15,4 %, сільське господарство, лісництво, риболовля — 10,4 %, будівництво — 8,5 %.